# Parastasia pascoei
Parastasia pascoei är en skalbaggsart som beskrevs av Waterhouse 1895. Parastasia pascoei ingår i släktet Parastasia och familjen Rutelidae. Inga underarter finns listade i Catalogue of Life.